# Hoplostethus intermedius
Hoplostethus intermedius är en fiskart som först beskrevs av Hector, 1875.  Hoplostethus intermedius ingår i släktet Hoplostethus och familjen Trachichthyidae. Inga underarter finns listade i Catalogue of Life.